# Appling County
Das Appling County ist ein County im Bundesstaat Georgia der Vereinigten Staaten. Der Verwaltungssitz (County Seat) ist Baxley.

## Geographie
Das County hat eine Fläche von 1326 Quadratkilometern, wovon neun Quadratkilometer Wasserfläche sind. Es grenzt im Uhrzeigersinn an folgende Countys: Toombs County, Tattnall County, Wayne County, Pierce County, Bacon County, Jeff Davis County.

## Geschichte
Das County wurde am 15. Dezember 1814 gebildet, aus den Countys Bacon, Charlton, Clinch, Echols, Pierce, Ware, und Wayne County. Benannt wurde es nach dem Kriegshelden Colonel Daniel Appling. 1905 wurde aus einem Teil des Gebiets das Jeff Davis County gebildet. Am 8. Dezember 1818 wurde der Grundstein für das erste Gerichtsgebäude gelegt, das aber 1850 bei einem Brand zerstört wurde. 1864 wurde Baxley die Hauptstadt des Countys. 1974 ging am Altamaha River im Appling County das erste Atomkraftwerk Georgias ans Netz.

## Demografische Daten
Laut der Volkszählung von 2010 verteilten sich die damaligen 18.236 Einwohner auf 6.969 bewohnte Haushalte, was einen Schnitt von 2,56 Personen pro Haushalt ergibt. Insgesamt bestehen 8.512 Haushalte.
70,2 % der Haushalte waren Familienhaushalte (bestehend aus verheirateten Paaren mit oder ohne Nachkommen bzw. einem Elternteil mit Nachkomme) mit einer durchschnittlichen Größe von 3,07 Personen. In 35,0 % aller Haushalte lebten Kinder unter 18 Jahren sowie in 26,6 % aller Haushalte Personen mit mindestens 65 Jahren.
28,5 % der Bevölkerung waren jünger als 20 Jahre, 23,9 % waren 20 bis 39 Jahre alt, 27,5 % waren 40 bis 59 Jahre alt und 20,3 % waren mindestens 60 Jahre alt. Das mittlere Alter betrug 38 Jahre. 50,2 % der Bevölkerung waren männlich und 49,8 % weiblich.
73,4 % der Bevölkerung bezeichneten sich als Weiße, 18,6 % als Afroamerikaner, 0,4 % als Indianer und 0,7 % als Asian Americans. 5,8 % gaben die Angehörigkeit zu einer anderen Ethnie und 1,1 % zu mehreren Ethnien an. 9,3 % der Bevölkerung bestand aus Hispanics oder Latinos.
Das durchschnittliche Jahreseinkommen pro Haushalt lag bei 38.461 USD, dabei lebten 22,5 % der Bevölkerung unter der Armutsgrenze.

## Kultur und Sehenswürdigkeiten

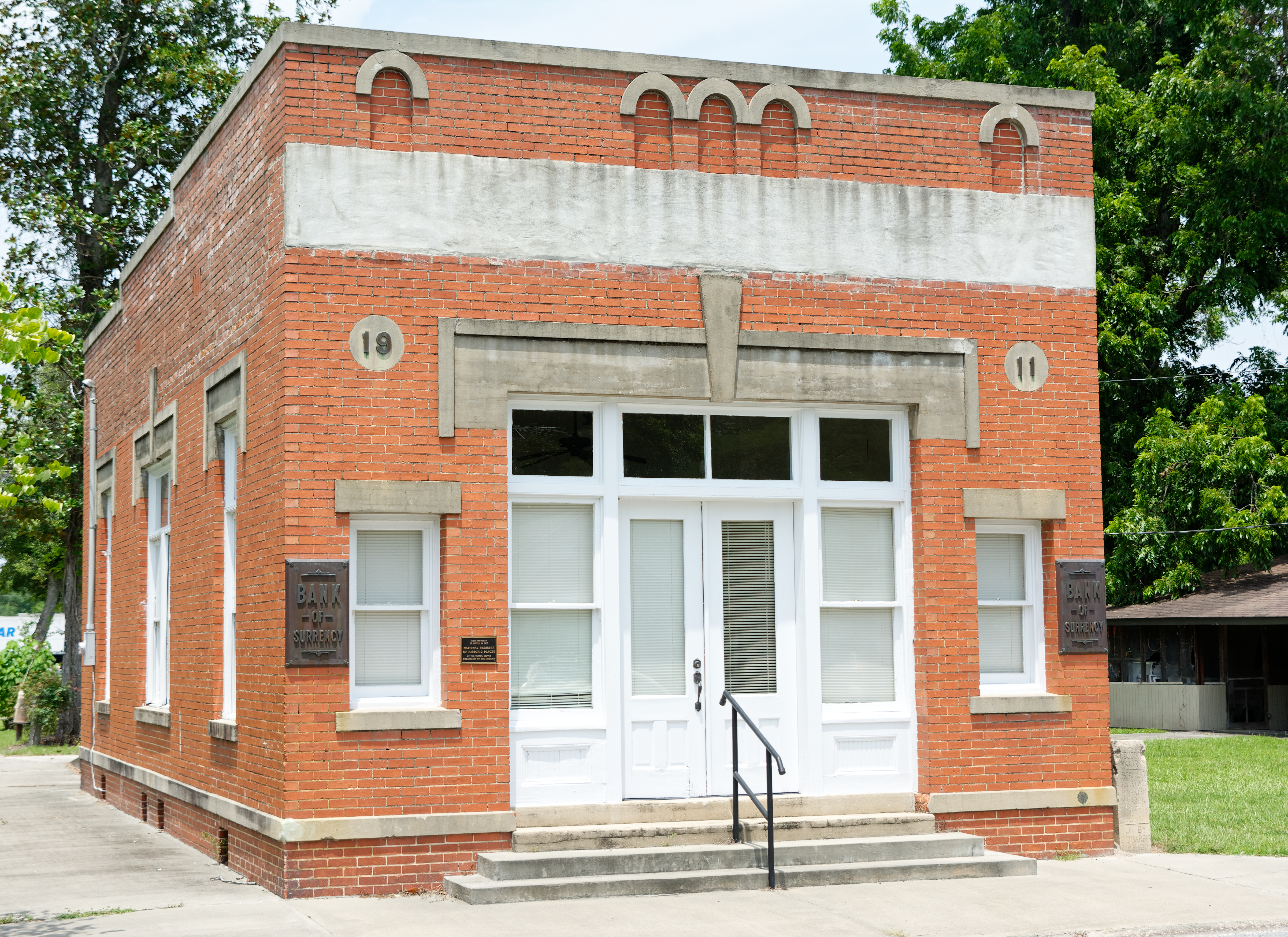
Bank of Surrency (2015). Das Bankgebäude entstand 1911 und diente bis 1960 in dieser Funktion. Im Januar 2003 erhielt es als bisher letztes Objekt im Appling County einen Eintrag in das NRHP.

Fünf Bauwerke im Appling County sind im National Register of Historic Places („Nationales Verzeichnis historischer Orte“; NRHP) eingetragen (Stand 14. März 2023), darunter das Gerichts- und Verwaltungsgebäude des County, zwei Bankgebäude und eine Postfiliale.

## Orte im Appling County
Orte im Appling County mit Einwohnerzahlen der Volkszählung von 2010:
Cities:
- Baxley (County Seat) – 4400 Einwohner
- Graham – 291 Einwohner

Town:
- Surrency – 201 Einwohner